# شعري الإهاب
شعري الإهاب (الاسم العلمي: Crinipellis) هو جنس من الفطريات يتبع الفصيلة المراسمية من رتبة الغاريقونيات.